# Томас Рікс
Томас Едвін Рікс (нар. 25 вересня 1955) — американський журналіст, автор нонфікшн літератури. Томас двічі у складі команди ставав лауреатом Пулітцерівської премії в номінації «Національний репортаж», а також потрапив до короткого списку номінантів на Пулітцерівську премію «За нехудожню літературу». Працював радником з питань державної безпеки в проєкті американського аналітичного центру New America під назвою Future of War.

## Діяльність
У 1991 — 2008 рр. писав репортажі про американських військових для Wall Street Journal та The Washington Post. Висвітлював події в Сомалі, на Гаїті, в Кореї, Боснії, Косово, Македонії, Кувейті, Туреччині, Афганістані та Іраку. 
Вісім років з 2009 до 2017 рр. працював редактором видання Foreign Policy, де вів блог «Найкраща оборона».
В The New York Times пише огляди книжок з воєнної історії. 

## Книги
Томас Рікс є також автором літератури з історичної та військової тематики. Зокрема, книжка Fiasco: The American Military Adventure in Iraq 2006 року про участь американських військових у війні в Іраку стала бестселером The New York Times та вважається однією з найбільш знакових книг автора. Перелік книг, написаних журналістом, у порядку їх виходу:
1997 — Making the Corps (Scribner)
2001 — A Soldier's Duty: A Novel (Random House)
2006 — Fiasco: The American Military Adventure in Iraq (Penguin)
2009 — The Gamble: General David Petraeus and the American Military Adventure in Iraq, 2006-2008 (Penguin Press) 
2012 — The Generals: American Military Command from World War II to Today (Penguin Press)
2017 — Churchill and Orwell: The Fight for Freedom (Penguin Press)
2020  — First Principles: What America's Founders Learned from the Greeks and Romans and How That Shaped Our Country (Harper)
У видавництві «Лабораторія» у вересні 2020 року вийшов український переклад книжки Churchill and Orwell: The Fight for Freedom — «Черчилль і Орвелл. Битва за свободу [Архівовано 15 квітня 2021 у Wayback Machine.]». 